# Бремен (земля)
Вольный ганзейский город Бре́мен (нем. Freie Hansestadt Bremen, произношениео файле) — земля (до 1919 года штат) Германии, состоящая из двух городов — Бремена и Бремерхафена, расположенных примерно в 60 км друг от друга и разделённых территорией другой земли — Нижней Саксонии. В настоящий момент является самой маленькой из земель Германии и по площади, и по населению. Крупный порт на северо-западе Германии на реке Везер. На территории земли Бремен нельзя двигаться по автобанам со скоростью более 130 км/ч, таким образом это единственная в Германии федеральная земля с ограничением скорости движения на автобанах.
Вольный ганзейский город Бремен, наряду с Баварией, — самое древнее государственное образование на немецкой земле, и после Сан-Марино — вторая по «возрасту» из ныне существующих городских республик.

## История
Исторически Бремен старше Бремерхафена на многие века. Основанный в 787 году как резиденция епископа, Бремен быстро расцвёл благодаря рыночным привилегиям. В XI веке он считался «северным Римом». В 1358 году Бремен стал членом Ганзейского союза, который вплоть до XVI века доминировал в торговле на севере и востоке Европы. 
После Тридцатилетней войны Бремену удалось сохранить свою независимость только уступкой значительной части своих владений по нижнему Везеру в пользу Швеции. 
В 1815 году Бремен был признан вольным городом Германского союза. В 1866 году бременские войска участвовали в австро-прусской войне на стороне Пруссии, а после основания в 1871 году Германской империи Бремен вошел в ее состав как самостоятельный вольный город (Freistaat). 
В январе-феврале 1919 года в Бремене существовала Бременская советская республика. При Веймарской республике Бремен сохранил свою автономию, после прихода к власти нацистов в 1934 году вольный город был переименован в землю Бремен (Land Bremen), а в 1947 году был восстановлен как вольный город, и в 1949 году вошёл в состав ФРГ.

## Политика
Представительный орган — Бременский Бюргершафт (нем. Bremische Bürgerschaft), избирается населением, исполнительный орган — Сенат Вольного Ганзейского Города Бремен (Senat der Freien Hansestadt Bremen), состоит из Бременского бургомистра (Bremer Bürgermeister) и сенаторов Вольного Ганзейского города Бремен, избирается бюргершафтом, орган конституционного надзора — Государственный суд правосудия Вольного Ганзейского города Бремен (Staatsgerichtshof der Freien Hansestadt Bremen), высшая судебная инстанция — Ганзейский высший суд Бремена (Hanseatisches Oberlandesgericht Bremen), высшая судебная инстанция административной юстиции — Высший административный суд Вольного Ганзейского города Бремен (Oberverwaltungsgericht der Freien Hansestadt Bremen).
Бремен — единственная западногерманская земля, в которой Социал-демократическая партия Германии всегда была самой сильной партией в парламенте и всегда участвовала в правительстве.

## Административное деление
Земля Бремен включает 2 города, которые состоят из городских районов (нем. Stadtbezirke), городских кварталов (нем. Stadtteile) и городских микрорайонов (нем. Ortsteile).
- Город Бремен состоит из 5 городских районов: Север, Юг, Запад, Восток, Центр (нем. Nord, Süd, West, Ost, Mitte)
- Город Бремерхафен состоит из 2 городских районов: Север и Юг (нем. Nord, Süd), также выделяют и Центр, подчинённый Центру самого Бремена.

## Религия
Большинство верующих — лютеране, крупнейшая лютеранская деноминация — Бременская Евангелическая Церковь (нем. Bremische Evangelische Kirche).

## Экономика
Известные предприятия: порт, завод концерна «Даймлер» (Мерседес-Бенц), пивоваренный завод «Beck's», завод по производству гидроакустических систем, соннаров, эхолотов и пр. «Atlas Electronics», логистическая компания «Beluga Shipping», завод концерна «Kraft Foods», подразделение «Airbus», фирма по производству космических систем «OHB».
- Задолженность[неоднозначно]: 20 178 € на жителя[6]
- Общая задолженность[неоднозначно]: 13,4 миллиарда €[6]

## Транспорт
Городской транспорт: автобус, трамвай, региональная железная дорога Бремен - Нижняя Саксония (нем. Regio-S-Bahn Bremen/Niedersachsen).
Международный аэропорт Бремена: пассажиропоток за 2006 г. — 1 697 881 чел.
Автомагистрали: А1 и А27.

## Образование
Бременский университет является крупнейшим университетом в Бремене. Кроме того, в Бремене находятся Университет искусств, Университет прикладных наук, один из ведущих независимых частных университетов Германии — Jacobs University Bremen.
В Бремерхафене находится научно-исследовательский Институт полярных и морских исследований им. Альфреда Вегенера который занимается изучением океанов, льда и атмосферы как физической и химической системы, экологии планктона, биологии океана на различных глубинах, развития климата.

## Достопримечательности
На рыночной площади Бремена расположены готический собор Санкт-Петри и роскошная ратуша эпохи Возрождения с её гостеприимным винным погребом. Перед ней — статуя Роланда 1404 г., символ свободы города, а рядом другой символ — памятник Бременским музыкантам, фигуры животных из сказки братьев Гримм. Здание ратуши и статуя Роланда занесены во Всемирное наследие ЮНЕСКО. 
На рыночную площадь выходит отстроенная в 1924—1931 гг. купцом Людвигом Розелиусом улица Бётхерштрассе, улица магазинов и музеев, — кирпичный монумент бременского бюргерства.
Каждую вторую пятницу февраля судовладельцы и капитаны судов по старой традиции приглашают выдающихся государственных и общественных деятелей Германии в зал бременской ратуши на званый обед — так называемый Шаффермальцайт (от нем. Schaffer — провиантмейстер, Mahlzeit — обед).
Для туристов: исторический центр города (старый город — нем. Altstadt), Рододендрон-парк, научный центр «Универсум» (Universum), набережная, прогулки по реке.